# (7869) Pradun
(7869) Pradun – planetoida z pasa głównego asteroid okrążająca Słońce w ciągu 3 lat i 150 dni w średniej odległości 2,27 j.a. Została odkryta 2 września 1987 roku w Krymskim Obserwatorium Astrofizycznym w Naucznym na Półwyspie Krymskim przez Ludmiłę Czernych. Nazwa planetoidy pochodzi od Walentina Pantelejewicza Praduna (ur. 1956), ukraińskiego ekonomisty i profesora Uniwersytetu Narodowego. Przed nadaniem nazwy planetoida nosiła oznaczenie tymczasowe (7869) 1987 RV3.